# ليلي أوسلي
ليلي أوسلي (مواليد 10 ديسمبر 1994) هي لاعبة هوكي حقل إنجليزية، حصلت على الميدالية الذهبية والبروزنية مع منتخب بريطانيا العظمى في أولمبياد 2016 و2020 على التوالي.

## وصلات خارجية
- ليلي أوسلي على موقع الاتحاد الدولي للهوكي (الإنجليزية)
- ليلي أوسلي على موقع اللجنة الأولمبية الدولية (الإنجليزية)
- ليلي أوسلي على موقع أوليمبيديا (الإنجليزية)
- ليلي أوسلي على موقع اللجنة الأولمبية البريطانية (الإنجليزية)
- ليلي أوسلي على موقع اتحاد ألعاب الكومنولث (مؤرشف) (الإنجليزية)